# Őrsi Gergely
Őrsi Gergely (Budapest, 1985) magyar politikus, 2019. óta Budapest II. kerületének polgármestere.

## Élete
A Budai Ciszterci Szent Imre Gimnáziumban tett érettségit, majd felsőfokú tanulmányokat kezdett a Budapesti Közgazdaságtudományi és Államigazgatási Egyetemen. Később a szociológia szakot is felvette. 
2019-ben Budapest II. kerületének polgármesterévé választották. A választáson 52,66 százalékot szerzett, ezzel legyőzte az addig hivatalban lévő fideszes Láng Zsoltot. 2024-ben már sokkal nagyobb fölényben nyerte az önkormányzati választást, több mint 40 százalékos különbséget szerezve közte és a fideszes Dombi Rudolf között.
2024-ig a Magyar Szocialista Párt tagja volt. Ekkor azonban kilépett, állítása szerint ugyanis pártpolitikának nincsen helye az önkormányzatban.
Nős, egy gyermeke van.